# Charles Hotham-Thompson (8e baronnet)
Charles Hotham-Thompson, 8e baronnet (18 juin 1729 - 25 janvier 1794), est un officier de l'armée britannique et un homme politique.

## Biographie

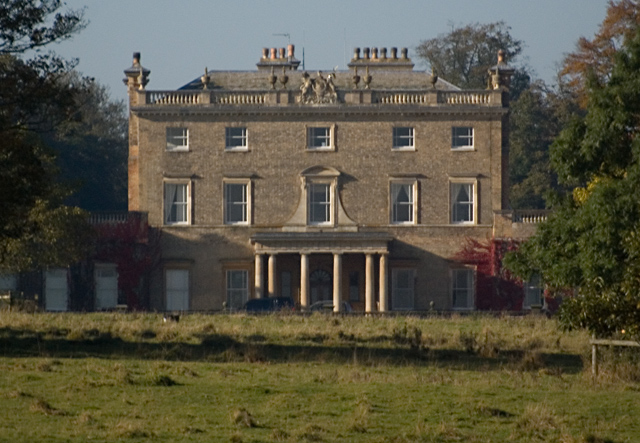
Dalton Hall

Il est le fils aîné de Beaumont Hotham, 7e baronnet, de Beverley, dans le Yorkshire de l'Est. Il fait ses études à la Westminster School (1741-1745) et étudie le droit au Middle Temple (1742). Il est nommé dans l'armée en tant qu'enseigne des Grenadier Guards en 1746.
Il sert avec le régiment en Flandre, où il prend part à la bataille de Lauffeld en 1747 et est nommé aide de camp du comte d'Albemarle, commandant des forces britanniques dans les Pays-Bas. Pendant la guerre de Sept Ans (1754–1763), il est d'abord aide de camp de John Ligonier, puis adjudant des forces britanniques combattant sur le continent. Il est promu colonel en 1762 et nommé colonel du 63e régiment de fantassins (West Suffolk) en 1765.
De 1761 à 1768, il est également député de St Ives et, en 1763, devient valet de la chambre à coucher du Roi.
En 1768, il est muté colonel au 15e régiment de fantassins et se retire dans le Yorkshire, où il succède à son père en 1771 comme baronnet et hérite de son domaine près de Beverley. Il prend le nom supplémentaire de Thompson sur héritant des propriétés Thompson dans le Yorkshire de la famille de sa femme en 1772 (revenant à Hotham en 1787). Il commande à Thomas Atkinson de York la reconstruction de Dalton Hall entre 1771 et 1775 . Il est fait chevalier de l'Ordre du Bain en 1772.
Promu major général en 1772, il se retire de l'armée en 1775, est promu général (sous le nom de Charles Thompson, baronnet) en 1793 et meurt à Dalton Hall en 1794. Il épouse Lady Dorothy Hobart, fille de John Hobart (1er comte de Buckinghamshire), et a une fille. Son frère John Hotham (9e baronnet), lui succède comme baronnet.